# Montmeillant
Montmeillant ist eine französische Gemeinde mit 84 Einwohnern (Stand: 1. Januar 2022) im Département Ardennes in der Region Grand Est (bis 2015 Champagne-Ardenne). Sie gehört zum Arrondissement Rethel, zum Kanton Signy-l’Abbaye sowie zum Gemeindeverband Crêtes Préardennaises. 

## Geographie
Die Gemeinde Montmeillant liegt 23 Kilometer nördlich von Rethel an den südlichen Ausläufern der Ardennen. An der Nordgrenze verläuft der Fluss Hurtaut, im Südosten die Draize. Umgeben wird Montmeillant von den Nachbargemeinden Maranwez im Nordosten, Signy-l’Abbaye im Osten, La Romagne im Südwesten sowie Saint-Jean-aux-Bois im Nordwesten.

## Bevölkerungsentwicklung
| Jahr                       | 1962 | 1968 | 1975 | 1982 | 1990 | 1999 | 2006 | 2011 | 2019 |
| Einwohner                  | 127  | 122  | 105  | 82   | 87   | 84   | 99   | 91   | 82   |
| Quellen: Cassini und INSEE |      |      |      |      |      |      |      |      |      |

## Sehenswürdigkeiten

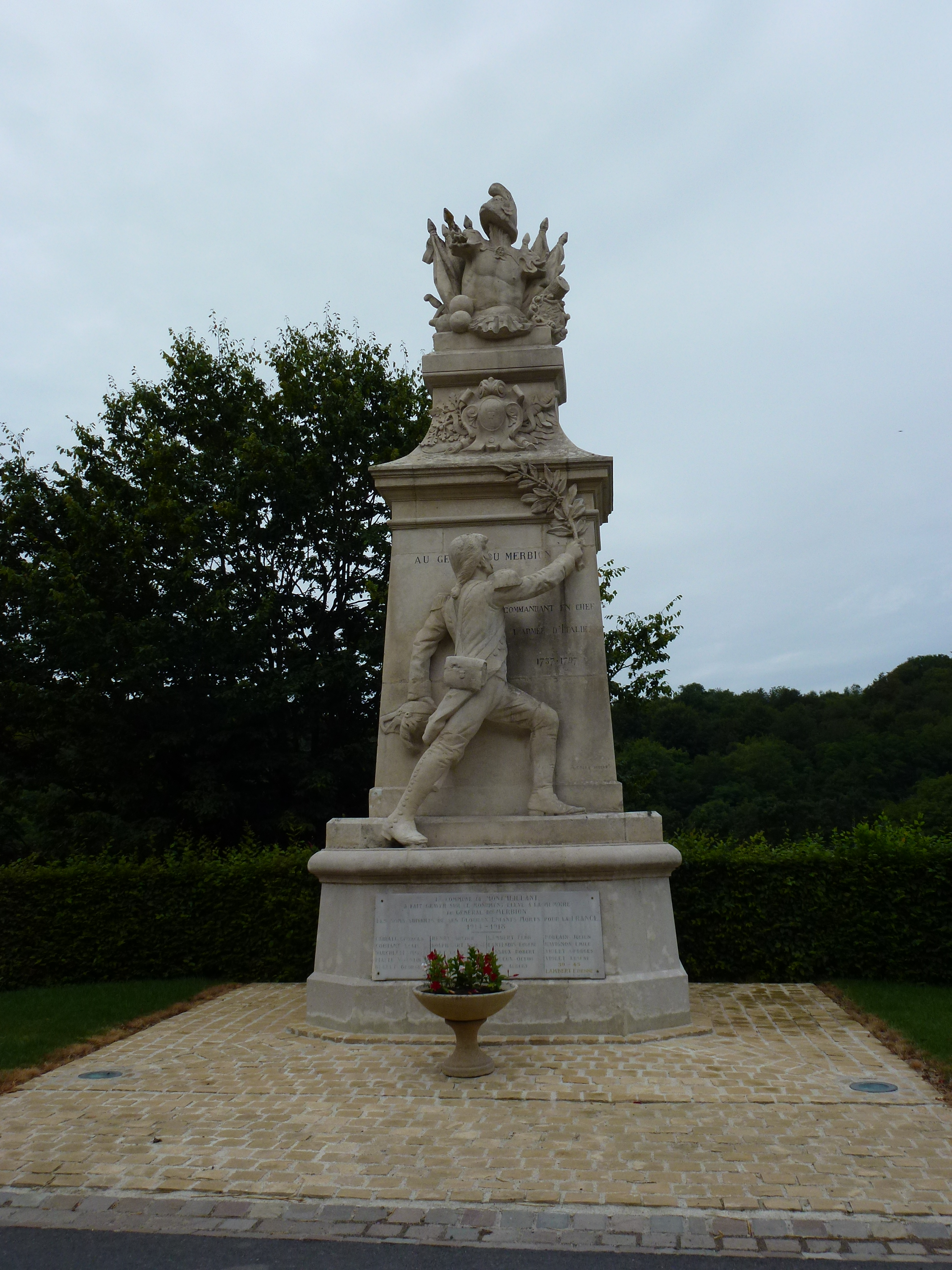
Gefallenendenkmal

- Kirche Saint-Nicaise
- Gefallenendenkmal

## Persönlichkeiten
- Pierre Jadart du Merbion (1737–1797), Divisionsgeneral (Infanterie)